# The Ballad Hits
The Ballad Hits is het tweede verzamelalbum van de Zweedse popgroep Roxette, uitgegeven in oktober 2002 door EMI. Het is het eerste deel van een tweedelige compilatie, onderverdeeld in The Ballad Hits en The Pop Hits. Voor dit album zijn twee nieuwe nummers geschreven, namelijk "A Thing About You" en "Breathe".
Het album kwam ook uit als speciale editie met een bonus-cd, welke vier niet eerder uitgebrachte nummers bevatte, namelijk "The Weight Of The World", "It Hurts", "See Me" en "Every Day".

## Tracklist
Op "Breathe" na, zijn alle nummers tussen 1988 en 2002 op single uitgebracht.

| 1.                 | A Thing About You                           | 03:49 |
| 2.                 | It Must Have Been Love                      | 04:19 |
| 3.                 | Listen to Your Heart (Swedish Single Edit)  | 05:14 |
| 4.                 | Fading Like A Flower (Every Time You Leave) | 03:52 |
| 5.                 | Spending My Time                            | 04:36 |
| 6.                 | Queen Of Rain                               | 04:57 |
| 7.                 | Almost Unreal                               | 03:59 |
| 8.                 | Crash! Boom! Bang! (Single Edit)            | 04:25 |
| 9.                 | Vulnerable (Single Edit)                    | 04:28 |
| 10.                | You Don't Understand Me                     | 04:28 |
| 11.                | Wish I Could Fly                            | 04:40 |
| 12.                | Anyone                                      | 04:31 |
| 13.                | Salvation                                   | 04:38 |
| 14.                | Milk And Toast And Honey                    | 04:03 |
| 15.                | Breathe                                     | 04:32 |
| Totale duur: 66:40 |                                             |       |

## Tracklist bonus-cd
| 1.                 | The Weight Of The World | 02:52 |
| 2.                 | It Hurts                | 03:52 |
| 3.                 | See Me                  | 03:45 |
| 4.                 | Every Day               | 03:25 |
| Totale duur: 13:57 |                         |       |